# Leslie Bridgewater
Leslie Bridgewater född Ernest Leslie Bridgewater 1893 i Halesowen Worcestershire England död 1975, engelsk kompositör.

## Filmmusik i urval
- 1950 – Två trappor över gården